# زندگی این پسر
زندگی این پسر (به انگلیسی: This Boy's Life) فیلمی به کارگردانی مایکل کاتن-جونز محصول سال ۱۹۹۳ است.

## دربارهٔ فیلمنامه
سرگذشت‌نامهٔ ̎دیوید کاپرفیلد̎ وار وولف، به کمک بازی درخشان هر سه بازیگر اصلی‌اش به فیلمی مؤثر اما قابل پیش‌بینی تبدیل شده‌است. دنیرو موفق می‌شود در نقش ناپدری خشن لئوناردو دی‌کاپریو، نفرت تماشاگر را برانگیزد. فیلم را می‌توان ادامه‌ای رادیکال بر پایان سازش‌کارانهٔ آلیس دیگر اینجا زندگی نمی‌کند (مارتین اسکورسیزی، ۱۹۷۴) دانست.

## داستان فیلم
یوتا، سال ۱۹۵۷. ̎ کارولاین وولف̎ (بارکین)، زنی تنگدست و مطلقه، همراه با پسرش، ̎توبی̎ (دی کاپریو) برای امرار معاش آمریکا را زیر پا می‌گذارند. و وقتی کوشش‌هایش به جائی نمی‌رسند با ̎دوایت هنسن̎ (دنیرو)، مردی ظاهراً مهربان و زاید رمانتیک ازدواج می‌کند. اما ̎دوایت̎ مردی مستبد از کار در می‌آید که مدام با ̎توبی̎ دعوا دارد. در مدرسهٔ جدید، ̎توبی̎ با مشکلاتی تازه‌تر دست و پنجه نرم می‌کند و ضمناً با پسری به نام ̎ آرتور گیل̎ (بلکمن) آشنا می‌شود. ̎توبی̎ که از استبداد ̎دوایت̎ به ستوه آمده سعی می‌کند برای فرار از دستش در یک مدرسهٔ شبانه‌روزی اسم بنویسد. به کمک ̎ آرتور̎ کارنامهٔ خوبی برای خود جعل می‌کند و جائی در مدرسهٔ شبانه‌روزی ̎هیل̎ گیر می‌آورد. ̎دوایت̎ که از موفقیت ̎توبی̎ به خشم آمده، با ̎توبی̎ درمی‌افتد ولی ̎توبی̎ او را پس می‌زند و مادرش را راضی می‌کند که وقتش رسیده تا هر یک زندگی جداگانه‌ای داشته باشند.

## بازیگران
- لئوناردو دی‌کاپریو
- رابرت دنیرو
- الن بارکین
- جونا بلکمن
- الیزا دوشکوه
- کریس کوپر
- کارلا گوجینو
- کیتی کینی
- توبی مگوایر